# دوك نوكيم 2
دوك نوكيم 2 (بالإنجليزية: Duke Nukem II) ، هي لعبة فيديو إلكترونية من نوع منصات ، وهي الجزء الثاني من سلسلة دوك نوكيم ، وهي من تطوير أبوجي سوفتوير وصدرت في الأسواق على نظام إم إس-دوس بتاريخ 3 ديسمبر سنة 1993م ، ويهدف شخصية دوك نوكيم أن يتحرر الأرض الأمريكية من خطورة هجمات الخنازير والمسوخ الذين يحملون الأسلحة بهدف إبادة سكان الأرض.